# Sabine Noll

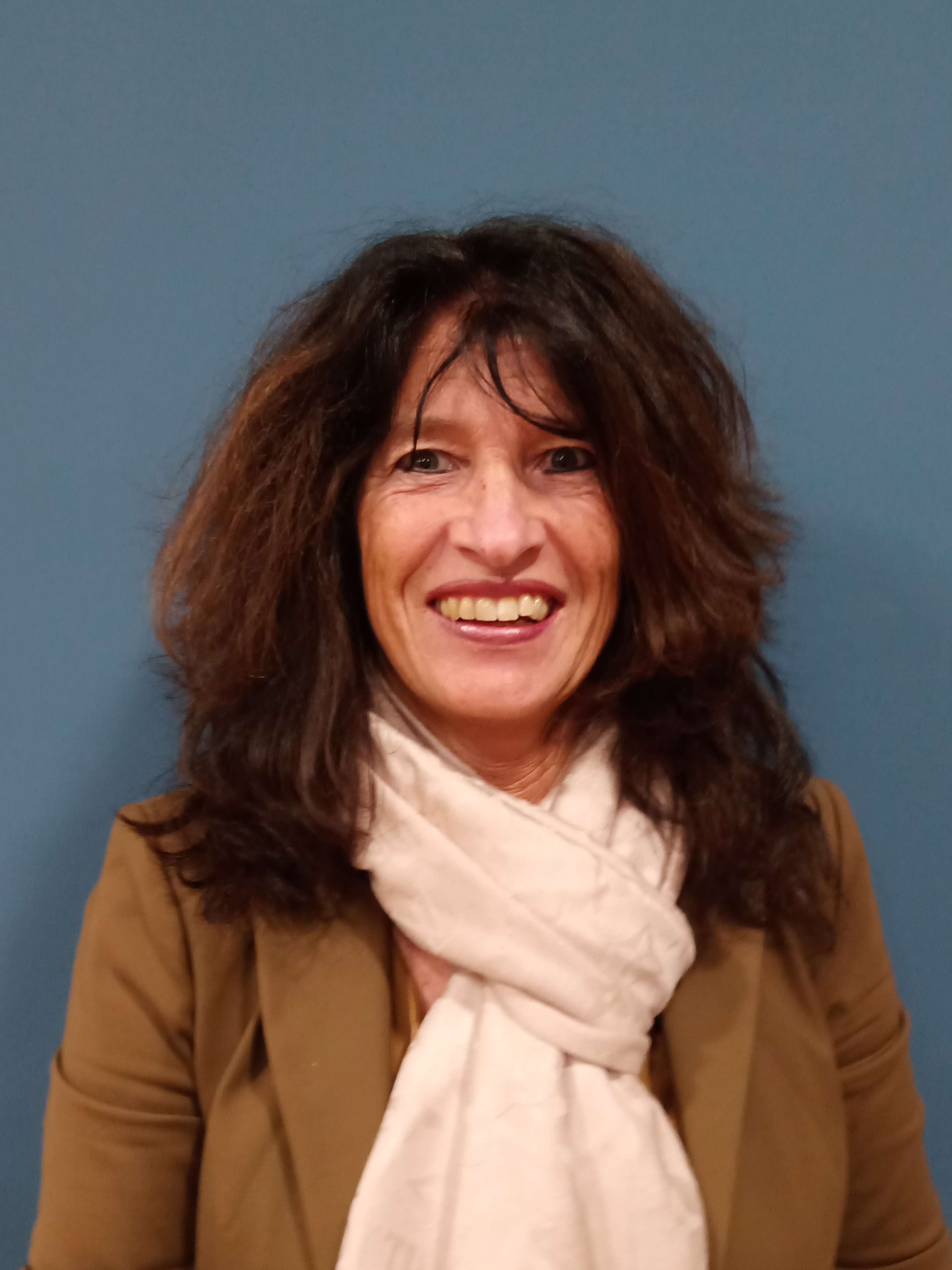
Sabine Noll (2023)

Sabine Noll (* 2. Mai 1968 in Düsseldorf) ist eine deutsche Lokalpolitikerin. Sie ist seit 2020 hauptamtliche Bürgermeisterin der nordrhein-westfälischen Stadt Sprockhövel.

## Leben
Sabine Noll wuchs in Mönchengladbach auf. Bei der Stadtverwaltung Düsseldorf machte sie eine Ausbildung für den gehobenen Verwaltungsdienst. Während sie für die Stadt Düsseldorf arbeitete, schloss sie ein Studium der Wirtschaftswissenschaften an der Fernuniversität in Hagen ab. Ab 2003 war sie in Düsseldorf Referentin für Finanzen und Beteiligung. Sie war Geschäftsführerin der Holding der Stadt Düsseldorf und stellvertretende Aufsichtsratsvorsitzende der Ground Handling GmbH des Flughafens Düsseldorf. Von 2010 bis 2013 leitete sie den Düsseldorfer Stadtbetrieb Zentrale Dienste.
Als Kämmerin wechselte sie 2013 zur Düsseldorfer Nachbarstadt Monheim am Rhein. Dort war sie Geschäftsführerin der Monheimer Versorgungs- und Verkehrs GmbH sowie der Monheimer Wohnen GmbH.
Sie ist verheiratet und wohnt seit 1995 in Hattingen. Sie engagierte sich in der Hattinger CDU, wo sie beispielsweise Schatzmeisterin war.

## Bürgermeisterin
Sie kandidierte bei der Bürgermeisterwahl 2020 in Sprockhövel. Ihre Kandidatur wurde von der CDU und den Grünen unterstützt. Sie gewann die Wahl im ersten Wahlgang mit 57,91 Prozent der gültigen Stimmen gegen Volker Hoven bei einer Wahlbeteiligung von 61,26 Prozent und ist damit Nachfolgerin von Bürgermeister Ulrich Winkelmann, der zur Bürgermeisterwahl 2020 nicht mehr antrat.